# Parinoberyx horridus
Parinoberyx horridus är en fiskart som beskrevs av Kotlyar, 1984. Parinoberyx horridus ingår i släktet Parinoberyx och familjen Trachichthyidae. Inga underarter finns listade i Catalogue of Life.